# 博科爾特河

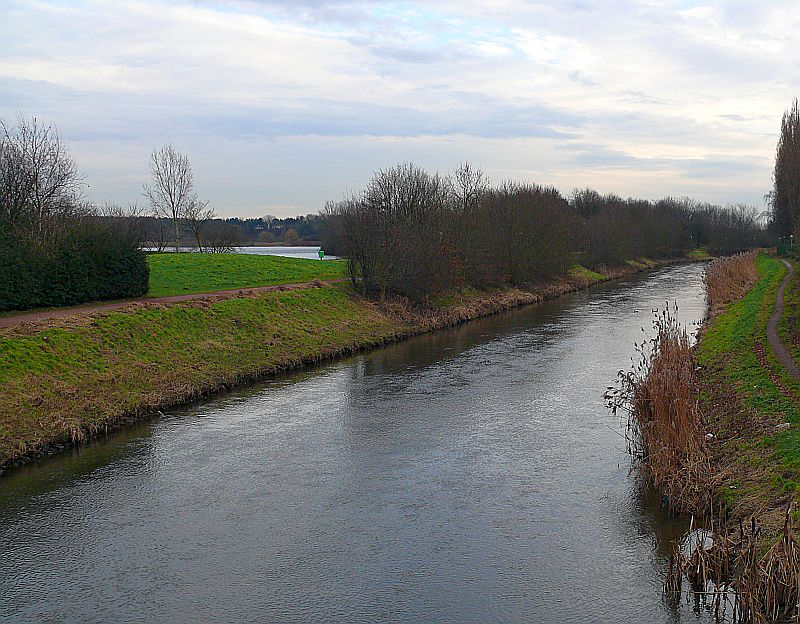

51°53′4″N 6°23′17″E / 51.88444°N 6.38806°E
博科爾特河（德語：Bocholter Aa），是西歐的河流，流經德國和荷蘭，該河流屬於舊艾瑟爾河的支流，河道全長55.8公里，流域面積536.4平方公里，發源自費倫。